# 笑福亭竹三
笑福亭 竹三（しょうふくてい ちくざ、1986年3月2日 - ）は、落語芸術協会、松竹芸能に所属する落語家。出囃子は、「ラバウル小唄」。本名∶高橋 誠。

## 経歴
高校を卒業してトムス・エンタテインメントに就職。仕事の合間に見ていたYouTubeで漫才の合間にたまたま流れた笑福亭鶴光の落語にはまる。
2010年3月下席、笑福亭鶴光に入門。前座名は「明光」。
2014年4月中席、二ツ目に昇進して「竹三」となる。
2025年時点で香盤は二つ目の筆頭だが、活動を休止している。そのため香盤下位の春風亭鯉づむ、瀧川鯉丸、立川幸之進が2025年5月より竹三を追い抜いて真打に昇進しており、さらに春風亭昇吾、桂竹千代、雷門音助、昔昔亭喜太郎が2026年5月より真打へ昇進することが決定したため、さらに香盤を追い抜かれることとなった。

## 芸歴
- 2010年3月 - 笑福亭鶴光に入門、前座名「明光」[1]。
- 2014年4月 - 二ツ目昇進、「竹三」と改名[1]。

## 人物
- 両親は共に奄美大島出身[2]。竹三も関東宇検村会役員[4]。